# تربة حسين باي الأول
تربة حسين باي الأول، المعروف أيضا باسم تربة سيدي قاسم الصبابطي، هو ضريح تونسي يقع في مدينة تونس في منطقة باب الجزيرة، قرب جامع الصباغين.
وتجمع التربة أساسًا مكان دفن مؤسس الحسينية سلالة، حسبن باي الأول، وابنه محمد الرشيد باي.

## التاريخ

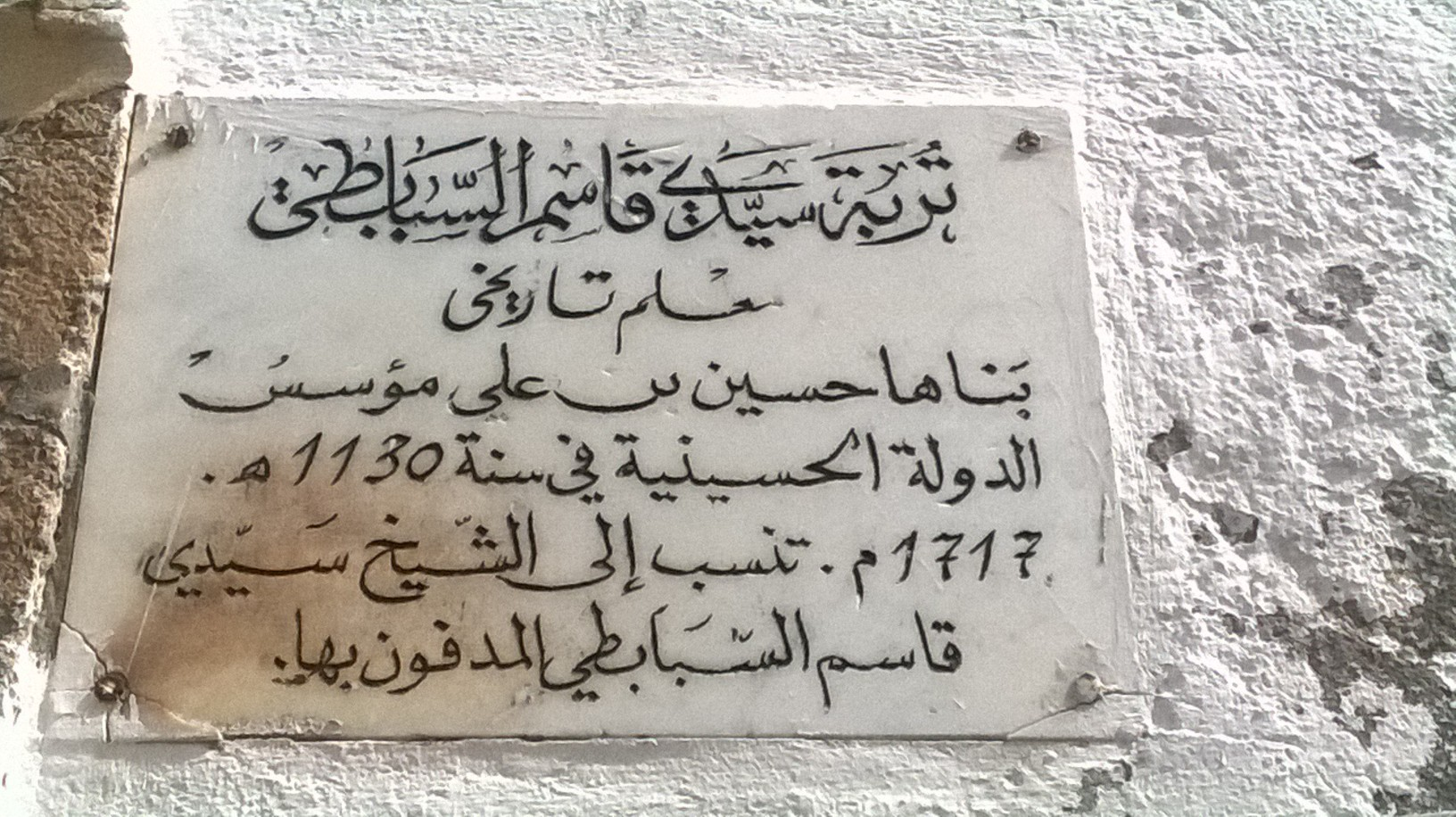
لوحة تذكارية.

بعد بناء التربة الأولى لحسين باي الأول المخصصة لزوجاته وأولاده، قرر بناء ضريح جديد. بدأت أعمال البناء عام 1724 وانتهت عام 1729.
وكان حسين باي الأول يرغب في أن يكون ضريحه بين ضريحي سيدي قاسم الصبابطي وسيدي قاسم الباجي، وهما اثنان من الأولياء الصوفيين دفنا أيضًا في هذه المقبرة، من أجل التبرك بهم. ومع ذلك، قرر خليفته وابن أخيه علي باشا خلاف ذلك بدفن والده محمد في هذا المكان. تمَّ وضع رفات حسين باي الأول في النهاية في غرفة أخرى من الضريح.